# Goldney Hall
Goldney Hall es una residencia autónoma en la Universidad de Bristol. Es una de los tres que hay en la zona de Clifton en Bristol, Inglaterra.
Ocupa parte de los terrenos de la Casa Goldney, construida en el siglo XVIII y remodelada en la década de 1860. La casa y varios elementos del jardín están catalogados como estructuras, y el jardín está designado de grado II* en el Registro de Parques y Jardines Históricos.

## Historia

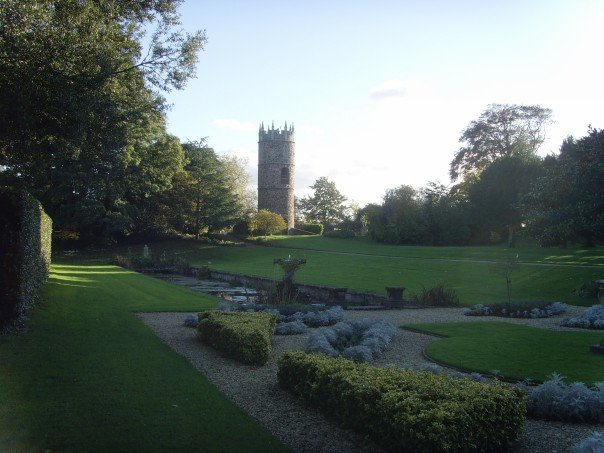
El canal y la torre gótica

La influencia de la familia Goldney en Bristol se remonta a 1637, cuando Thomas Goldney fue enviado por su padre a Bristol desde Chippenham, en Wiltshire, para trabajar como aprendiz durante siete años. Su hijo, nacido en 1664, también llamado Thomas, prosperó como tendero y en 1694 alquiló una casa de campo en Clifton, ahora conocida como Goldney Hall. Tras la muerte de su padre en 1703, Thomas Goldney II compró en 1705 la mayor parte de la actual finca de Goldney, con su casa solariega, por un precio de 100 libras.
En 1724, la casa anterior fue parcialmente demolida para ser sustituida por un edificio más grande, posiblemente construido para Goldney por George Tully. La familia Goldney era cuáquera, pero sus creencias no les impidieron desarrollar una importante gama de empresas; entre las que se encuentran:
- Proporcionar una parte importante del capital para el viaje del capitán Woodes Rogers en el Duke y su barco hermano el Dutchess. La tripulación de Rogers rescató al verdadero Robinson Crusoe, Alexander Selkirk, de la isla Juan Fernández.[4]
- Inversión en la fábrica de hierro de Coalbrookdale, que llevó a Thomas Goldney III a convertirse en el propietario mayoritario de la fábrica.
- Cofundador de Goldney, Smith and Co., uno de los primeros bancos en Bristol y ahora parte del Royal Bank of Scotland.

Los jardines y huertos fueron diseñados por el hijo de Goldney, Thomas Goldney III. La casa fue reconstruida, reformada y ampliada en 1864-65 por Alfred Waterhouse, que también diseñó el Museo de Historia Natural. Posteriormente, la casa pasó a manos de otras familias adineradas de Bristol, los Wills y los Frys. Lewis Fry (1832-1921) fue diputado liberal por Bristol y primer presidente del Consejo Universitario de la Universidad de Bristol.

## Edificios y terrenos

### Casa
La casa actual fue construida en 1724, es un edificio protegido y ocupa una posición en la cima de una colina con vistas a la ciudad de Bristol y a Brandon Hill. El jardín paisajístico se utiliza para bodas y recepciones.
La casa principal es un edificio protegido de grado II. Otras instalaciones de la casa principal incluyen un bar, una biblioteca, una sala común y un cuarto oscuro. La casa también contiene un salón de caoba ornamentado con paneles de madera originales que datan de 1725, que se reserva para reuniones y eventos especiales.
Cuando la sala fue cedida a la Universidad de Bristol en 1953, la casa fue convertida (terminada en 1956) para alojar a 19 estudiantes femeninas y fue una sala con servicio de comidas. Esto se revirtió con el desarrollo de los nuevos bloques.

### Alojamiento para estudiantes
Los bloques de alojamiento para estudiantes, construidos en un prado dentro de los jardines, se completaron en su forma original en 1969. Este desarrollo original consistía en nueve bloques independientes en una disposición de cuadrilátero. En 1994 se llevó a cabo una importante y premiada remodelación, tras una donación de Lord y Lady Sainsbury a través del Linbury Trust. El diseño fue obra de los arquitectos de Bristol Alec French. Entre las mejoras realizadas en el recinto se encuentran las siguientes:
- Construcción de habitaciones de estudio adicionales, cocinas y escaleras de incendios en los bloques originales.
- Construcción de Linbury Court, que consta de 24 habitaciones con baño e instalaciones de estudio para estudiantes.
- Creación de un pequeño aparcamiento in situ.

El pabellón consta ahora de 11 bloques, 2 de los cuales tienen baños. El pabellón tiene capacidad para 267 estudiantes, además de tres pisos para el personal situados en la casa principal.

### Jardines y terrenos
Los históricos jardines de estilo paisajista inglés, diseñados por Thomas Goldney III, incluyen un invernadero, una torre gótica y una gruta. Los jardines de Goldney Hall abarcan un terreno de 4 hectáreas sitio y son conocidos por sus notables cinco construcciones:
- Canal ornamental
- Torre gótica[11]
- Rotonda[12]
- Falso bastión
- Gruta revestida de conchas

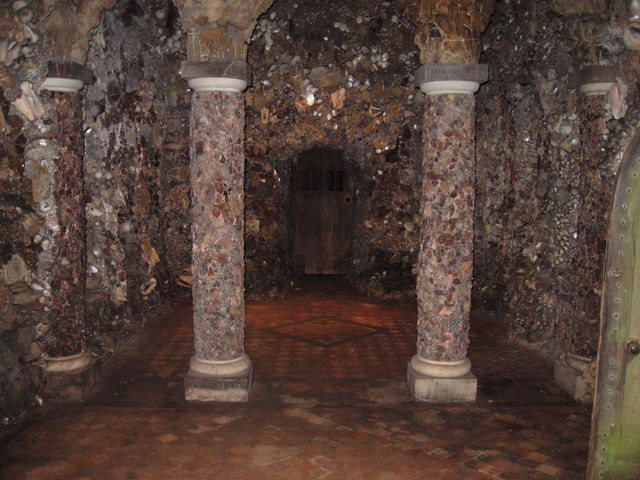
La gruta de las Conchas de Goldney

Una sexta construcción, el Octógono, consistía en una casa de verano de dos pisos situada en el lugar que hoy ocupa el bloque L. Aunque no se conoce la fecha exacta de la eliminación del octógono, no aparece en los planos que datan de 1864. El jardín también cuenta con un canal.
El vestíbulo cuenta con un invernadero adosado a la casa principal que da al canal. El tejado original de cristal fue sustituido por tejas a principios del siglo XX.
La torre gótica, al sur de la casa principal, fue construida en 1764 para albergar una máquina de vapor Newcomen. La abertura por la que pasaba la viga de la máquina de vapor puede verse todavía hoy en la cara norte de la torre. La máquina de vapor, construida con una caldera suministrada por la fábrica de Coalbrookdale, se supone que fue la primera utilizada con fines no industriales en el mundo. Se utilizaba para extraer agua de un pozo de 37 metros situado justo delante de la torre. El agua se utilizaba para abastecer una fuente en el canal y la cascada de la gruta.
Los terrenos incluyen una estatua de Hércules, catalogada de grado II* y que se sospecha que fue una compra de segunda mano por parte de Thomas Goldney III, anterior a todo lo demás del lugar. El falso bastión es un misterio, ya que aparece por primera vez en un mapa de 1748, pero no se conserva ninguna otra documentación sobre su construcción.
Los terrenos están catalogados como de grado II* en el Registro de Parques y Jardines Históricos de especial interés histórico de Inglaterra, y se utilizan regularmente para celebrar bodas, especialmente durante los meses de verano. Los jardines se abren anualmente al público, así como para grupos más pequeños que lo soliciten.

### Gruta

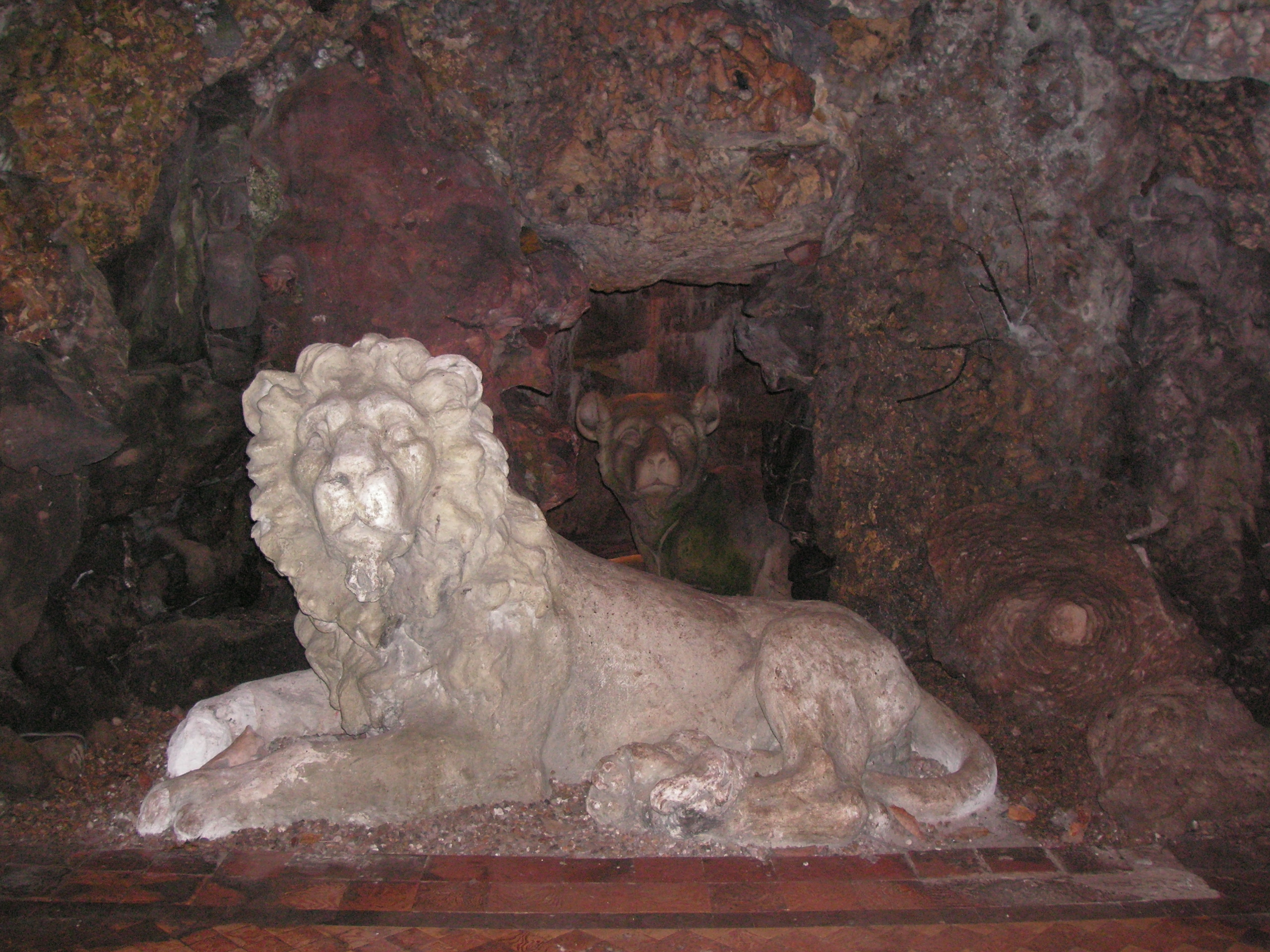
Una estatua en la gruta de Goldney

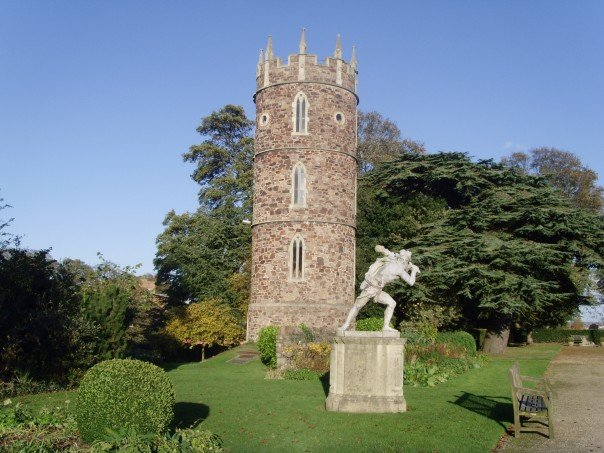
La torre gótica y la estatua de Hércules

La gruta profusamente decorada se creó entre 1737 y 1764 (con fecha de 1739) y ha sido designada por English Heritage como un edificio catalogado de Grado I. Está decorada en su interior con conchas, cuarzo y cristal de roca, y en su interior hay una sala con pilares y fuentes, una piscina de roca, una estatua de Neptuno y una Guarida del León. En 1762-5, Thomas Paty se dedicó a "pulir y colocar" azulejos para la gruta.
La gruta fue construida como pieza central de los jardines por Thomas Goldney III. Es la única gruta de Gran Bretaña que cuenta con una sala de conchas y agua corriente.
La gruta mide aproximadamente 11 metros de largo por 3,6 de ancho y consta de tres cámaras divididas por pilares con incrustaciones de cristales de cuarzo. La cámara central alberga un león de yeso de tamaño natural con una leona sentada en un cubil detrás. Otra cámara alberga un dios del río sentado, con agua que corre desde una urna sobre almejas gigantes hacia un estanque. Está revestida con más de 200 especies de conchas traídas de lugares como el Caribe y las aguas africanas. El techo de la sala central se compone de bloques de piedra de Bath tallados en pseudoestalactitas que encajan entre sí. En un panel de la puerta se encuentra el retrato de una dama, que se cree que es Ann Goldney (1707-96), la hermana menor de Thomas Goldney III.
La gruta está abierta al público durante las jornadas de visitas a los jardines organizadas por la Oficina de Conferencias de la Universidad y a los estudiantes en distintos momentos del curso académico.

## Vida estudiantil
Goldney Hall es una de las residencias más pequeñas de la Universidad de Bristol y está situada lejos de la agrupación principal de residencias en Stoke Bishop. Como resultado, la residencia tiene una fuerte identidad individual y una comunidad muy unida.

### Pelota
El Goldney Ball es un evento anual que se celebra en los terrenos de Goldney Hall para marcar el final del trimestre y el periodo de exámenes de verano para los estudiantes de la zona de Bristol y suele atraer a más de 1.000 estudiantes. Entre los artistas que han actuado en el Baile se encuentran Hot Chocolate (1998), Roni Size (1999), Shy FX, DJ Hype, BodyRockers, Ninja Tune, Jools Holland y Scratch Perverts, así como el ilusionista Derren Brown. Los beneficios del evento se donan a organizaciones benéficas locales, nacionales e internacionales.

### Lema
El lema de Goldney Hall es Honor Virtutis Præmium ("El honor es la recompensa de la virtud").

### Deportes
Goldney Hall cuenta con varios equipos deportivos, como los de fútbol, netball y rugby.
El Goldney Hall FC compite en la Bristol University Intramural Accenture League 4. Ganaron el título en las temporadas 09/10, 12/13 y 15/16.

## Lugar de rodaje
En el Goldney Hall se han rodado Las crónicas de Narnia, La casa de Eliott, Truly, Madly, Deeply, el episodio navideño de 2002 de Only Fools and Horses, Casualty y Skins. Su última aparición ha sido en la serie de la BBC Sherlock, como escenario de la boda de John Watson y Mary Morstan en el segundo episodio de la tercera temporada, "The Sign of Three".

## Otras lecturas
- Jackson, Hazelle Shell Houses and Grottoes (Shire Books, 2001).